# ألان نيل بلوخ
ألان نيل بلوخ (بالإنجليزية: Alan Neil Bloch) هو ضابط ومحامي وقاضي أمريكي، ولد في 12 أبريل 1932 في بيتسبرغ في الولايات المتحدة.